# Syskonsalt
Syskonsalt är ett svenskt TV-drama från 2000 på SVT om en incestuös syskonrelation med bl.a. Lina Englund, Daniel Larsson och Chatarina Larsson i rollerna. Den skrevs av Jonna Nordenskiöld och regisserades av Linus Tunström.